# واکنش جابه‌جایی دوگانه
| {\displaystyle {\overset {+1}{\color {Orange}Ag}}{\overset {-1}{\color {Blue}NO_{3}}}+{\overset {+1}{\color {Green}H}}{\overset {-1}{\color {Magenta}Cl}}\rightarrow {\overset {+1}{\color {Green}H}}{\overset {-1}{\color {Blue}NO_{3}}}+{\overset {+1}{\color {Orange}Ag}}{\overset {-1}{\color {Magenta}Cl}}\downarrow } |

واکنش جانشینی دوگانه (به انگلیسی: Salt metathesis reaction) واکنشی است که در آن دو گونه شیمیایی با هم مبادله می‌گردند؛ بدون اینکه پیوندها تغییری نمایند. به عبارت ساده‌تر،  جای دو عنصر در ترکیب شیمیایی با هم عوض می‌شود. واکنش‌های رسوبی که در آنها مخلوط کردن محلول دو نمک به تشکیل یک نمک ناهمگن می‌انجامد، از مهم‌ترین واکنش‌ها در این دسته است. واکنش اسیدها با بازها هم از این دسته واکنش‌هاست.
شمای کلی این واکنش‌ها به صورت زیر است:
A-B  +  C-D   →   A-D  +  C-B
واکنش جایگزینی مضائف یا واکنش جابجایی متقابل  نام‌های دیگری هستند که در فارسی به آن داده می‌شود.